# عبد الله بن إبراهيم الحمر
عبد الله بن إبراهيم عبد الرحمن سلطان الحمر سياسي ودبلوماسي قطري، السفير الحالي لدولة قطر لدى مملكة اسبانيا، ولد في الدوحة عام 1970م، عمل في بداية حياته المهنية في وزارة الزراعة كمدير لمكتب وزير البلدية والزراعة، بعد أن أنهى راسته العليا في الولايات المتحدة الأمريكية، ثم التحق بالعمل في وزارة الخارجية عام 1996م، وعمل في عدة إدارات والتحق في العديد من البعثات الدبلوماسية فاكتسب خبرات متراكمه جعلت منه دبلوماسي محنك وتحصل على ترقيات متتالية حتى وصل درجة سفير فأصبح سفيراً لدولة قطر لدى عدد من الدول وأهمها تايلند، سوريا، واسبانيا، ومثّل الحمر دولة قطر من خلال مشاركته في العديد من المؤتمرات والمحافل الدولية. 

## المؤهلات العلمية
بكالوريوس هندسية مدينة جامعة أرزونا في الولايات المتحدة الأمريكية 1987م.

### اللغات
اللغة العـربـيـة (اللغة الام)، اللغة الانجـليـزيـة (لغة ثانية).

## الخبرات المهنية
- عمل مدير مكتب وزير البلدية والزراعية عام 1987-1996م
- التحق بالعمل في وزارة الخارجية عام 1996م
- عمل مديرا لإدارة المعلومات والبحوث عام 1997م
- عمل سفيرا لدولة قطر لدى الجمهورية العربية السورية عام 2001-2003م
- عمل سفير بوزارة الخارجية عام 2003-2004م
- عمل أول سفير لدولة قطر لدى مملكة تايلاند عام 2004-2010م،[3] وسفير غير مقيم لدى فيتنام وكمبوديا
- عمل سفيرا لدولة قطر لدى جمهورية فيتنام 2014-2015م.[4]
- عمل سفيرا لدولة قطر لدى جمهورية سنغافورة 2015م
- سفير دولة قطر لدى مملكة اسبانيا منذ العام 2019، وما زال.[5]، وسفير غير مقيم لإمارة أندورا عام 2021م.[6]

### مؤتمرات شارك فيها
- شارك في المؤتمرالتجاري الإلكتروني في أبوظبي 2000م
- شارك في مؤتمر أمن المعلومات في الأردن 2000م
- شارك في مؤتمر Pate Marix في القاهرة 2000م